# Línea 2 del Metro de Salvador
La línea 2 del Metro de Salvador, oficialmente Corredor de Metro de la Avenida Paralela, es una de las líneas del Metro de Salvador y hará el trayecto Acesso Norte ↔ Lauro de Freitas, recorriendo en su mayor parte el paseo central de la Avenida Luís Viana Filho (la Avenida Paralela).

## Historia
Con el inicio y la primera licitación referente a la Línea 1 del Metro de Salvador, se iniciaron discusiones sobre la segunda línea del sistema. El proyecto de metro de la Prefectura, anterior a la construcción de la vía exprés portuaria, contemplaba dos líneas de metro con integración a los trenes urbanos, compartiendo la Estación de Calçada, por medio de la Línea 2. Esa línea tenía la siguiente configuración: las estaciones de Agua de Meninos, Dos Leões, Acesso Norte (lugar de integración con la línea 1) y Rodoviária serían construidas en la segunda etapa, el tramo hasta la estación en Imbuí sería la tercera etapa y la última etapa prolongaría la línea 2 con las estaciones de CAB y de Mussurunga. También manteniendo la integración directa entre los dos sistemas ferroviarios urbanos metropolitanos, el Plan Director de Desarrollo Urbano (PDDU) establecido por la ley n.º 7400 de 2008 pensó los corredores de transporte en la ciudad con algunas diferencias. Estas se encuentran en el intercambio de la estación CAB por las estaciones Pinto de Aguiar y Flamboyants, la integración con el tren suburbano (que sería transformado en tren ligero, VLT) cambiando a la estación de los Fusileros, predecesora de Dos Leões, además de proyectos de posibles futuras estaciones en el Centro Histórico de Salvador (Pelourinho, Sede y Piedade) y en las Clínicas.
A pesar de estas planificaciones gubernamentales, la segunda línea en la Avenida Paralela fue motivo de varias críticas. Para empezar, los datos de ese recorrido derivaban en una disputa entre la Secretaría de Desarrollo Urbano del Estado (SEDUR) y la Secretaría Municipal de Transporte (SETIN). La construcción de la línea también fue atribuida a intereses inmobiliarios, cuyo sector construyó varios elementos en el entorno de la Avenida, y relativos a la Copa del Mundo FIFA de 2014 para unir Fonte Nova (lugar de los partidos) con el Aeropuerto Internacional de Salvador. El grupo de presión formado por los empresarios de autobús se mostraba contrario a la construcción del metro, que llegó a ser sustituido por un sistema de tránsito rápido de autobús (BRT) con inversiones previstas en el Programa de Aceleración del Crecimiento (PAC) e incluido en el Presupuesto para la Copa el 13 de enero de 2010. No obstante, después del Proceso de Manifestación de Interés (PMI) realizado a comienzos de 2011, fue descartado el BRT en la Paralela (fue restringido a la alimentación del metro por vías transversales), retirando de la principal la revisión realizada en noviembre de 2013 y la opción final por los ferrocarriles fue definida. Entre las manifestaciones se pedía el metro en Cajazeiras en la línea 1, dando datos de podía producirse dicha unió con el metro en Portão, barrio de Lauro de Freitas, a la altura del kilómetro 3,5 de la Ruta del Coco, próximo al segundo puente sobre el río Ipitanga.
Al lado de ese proceso, las dificultades y paralizaciones de la Línea 1 permanecían, hasta que el sistema entero fue pasado del Municipio de Salvador al Estado de Bahía y una nueva licitación fue abierta en 2013. La conclusión de la línea 1 fue determinada por el proyecto, así como la construcción de la Línea 2 y la operación del sistema entero. La integración entre las líneas pasó a estar prevista en la Estación Bonocô y la extensión hasta el municipio vecino de Lauro de Freitas fue incluida. Entre tanto, el tramo hasta la Estación Aeropuerto, estos es, la prolongación hasta la Estación Lauro de Freitas vio su construcción condicionada a la superación de la media de 6.000 pasajeros/hora-pico en seis meses en la Estación Aeropuerto. Fueron definidos también terminales de integración de pasajeros metro-autobús: Mussurunga (ya existente), Aeropuerto, Bonocô, Pituaçu, Carretera Norte y Carretera Sur (pendientes de ser construidas), y Lauro de Freitas en el caso de la consecución del tramo de expansión. La Estación Iguatemi dará lugar a la estación de metro Rodoviária y la estación Rodoviária Urbana, localizada junto a la Terminal De transporte de Salvador, siendo transformada en el terminal Rodoviária Norte.
La CCR alteró el punto de conexión entre las líneas, de Bonocô, como estaba en el proyecto a Acesso Norte, como figuraba antes en uno de los proyectos del Proceso de Manifestación de Interés (PMI) de Movilidad Urbana de Salvador y Lauro de Freitas.

## Estaciones
La tabla de abajo muestra las estaciones y los plazos indicados por la CCR Metro Bahía después de ganar la licitación y asumir el sistema. La línea dos está dividida en dos tramos: el tramo 1, de Acesso Norte al Aeropuerto, y el tramo 2, del Aeropuerto a Lauro de Freitas.
| Estación         | Integración                                                                                  | Accesibilidad | Alrededores                                                                       | Servicios | Plataformas | Posición | Barrio                     | Situación actual                       |
| ---------------- | -------------------------------------------------------------------------------------------- | ------------- | --------------------------------------------------------------------------------- | --------- | ----------- | -------- | -------------------------- | -------------------------------------- |
| Acesso Norte     | Línea 1 del Metro de Salvador Terminal urbana de autobús                                     |               | Shopping Bela Vista Salvador                                                      |           |             |          | Jardín Bela Vista          | En construcción hasta octubre de 2015. |
| Detran           |                                                                                              |               | DETRAN-BA, Estadio Santiago de Compostela                                         |           |             |          | Brotas                     | En construcción hasta octubre de 2015. |
| Carretera        | Terminales urbanos de autobús (Carretera Norte y Carretera Sur)                              |               | Terminal De transporte de Salvador, Iguatemi Salvador                             |           |             |          | Pernambués                 | En construcción hasta abril de 2016.   |
| Pernambués       |                                                                                              |               | Salvador Shopping, SARAH Salvador, Supermercado Makro                             |           |             |          | Pernambués                 | En construcción hasta abril de 2016.   |
| Imbuí            |                                                                                              |               | Caboatã Shopping, Shopping Imbuí Plaza                                            |           |             |          | Imbuí                      | En construcción hasta abril de 2016.   |
| CAB              |                                                                                              |               | Centro Administrativo de Bahía                                                    |           |             |          | Sussuarana                 | En construcción hasta abril de 2016.   |
| Pituaçu          | Corredor Transversal I Terminal urbana de autobús                                            |               | Estadio Roberto Santos                                                            |           |             |          | Pituaçu                    | En construcción hasta abril de 2016.   |
| Flamboyant       |                                                                                              |               |                                                                                   |           |             |          | Trobogy                    | En construcción hasta octubre de 2016. |
| Tamburugy        |                                                                                              |               | Shopping Paralela, Facultad de Tecnología y Ciencias, Parque Tecnológico de Bahía |           |             |          | Patamares                  | En construcción hasta octubre de 2016. |
| Barrio de la Paz | Corredor Transversal II                                                                      |               |                                                                                   |           |             |          | Barrio de la Paz           | En construcción hasta octubre de 2016. |
| Mussurunga       | Estación Mussurunga                                                                          |               | Parque de Exposiciones de Salvador                                                |           |             |          | Mussurunga                 | En construcción hasta octubre de 2016. |
| Aeropuerto       | Terminal urbano de ônibus Aeropuerto Internacional de Salvador (acceso por ómnibus gratuito) |               | Aeropuerto Internacional de Salvador                                              |           |             |          | Lauro de Freitas           | En construcción hasta abril de 2017.   |
| Lauro de Freitas | Terminal urbana de autobús                                                                   |               | Tienda Insinuante de la Ruta del Coco                                             |           |             |          | Centro de Lauro de Freitas | Extensión futura                       |